# 森ヶ原信号場
森ヶ原信号場（もりがはらしんごうじょう）は、山口県岩国市御庄にある、西日本旅客鉄道（JR西日本）および錦川鉄道の信号場である。
JR西日本岩徳線と錦川鉄道錦川清流線の施設上の分界点である（営業上の起点は川西駅）。

## 歴史
- 1960年（昭和35年）11月1日：日本国有鉄道（国鉄）岩日線開業による列車の分岐に対応するために設置[1]。
- 1987年（昭和62年）
  - 4月1日：国鉄分割民営化によりJR西日本が承継[1]。
  - 7月25日：岩日線をJR西日本から錦川鉄道に移管[1]。錦川清流線に改称。

## 構造
川西駅より柱野駅方向に約1.9 kmにある信号場である。柱野駅方より錦川清流線が岩徳線に合流する。
本信号場は単純な「単線分岐型信号場」であるため、列車の交換・待避はできない。
岩日線（現・錦川鉄道）から岩徳線へ進入する際の安全側線は、昭和40年代に撤去された。
設置当初は、信号場内の分岐器を岩日線を運行している運転士や車掌が手動で操作（運転士が河山駅方面分岐に切り替え、車掌が徳山駅方面分岐に戻し）していたが、のちに柱野駅からの遠隔操作となり、現在は、岩徳線を管轄する中国総合指令所広島指令所で遠隔操作されている。

## 周辺

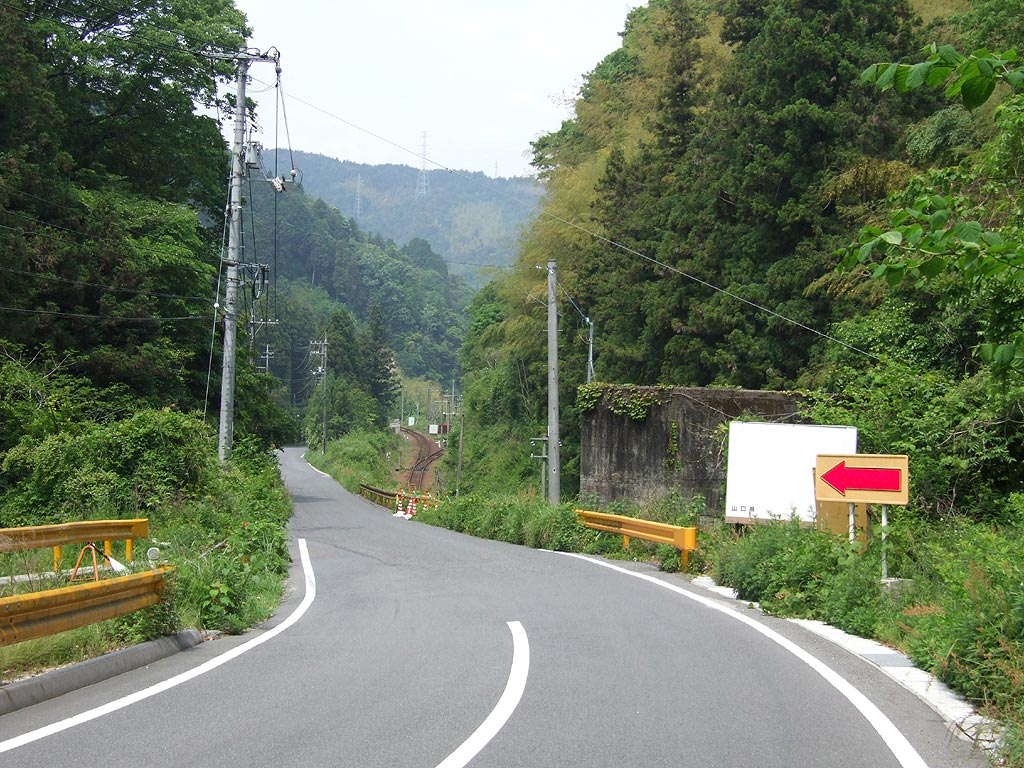
森ヶ原信号場付近（2008年5月）

- 山口県道1号岩国大竹線（山陽道）
- いわくにバス「思案橋」停留所

## 問題点
事故等で通行障害が出ると西岩国駅から岩徳線は柱野駅、錦川鉄道錦川清流線は北河内駅まで影響する。

## 隣の施設
西日本旅客鉄道（JR西日本）
■岩徳線
川西駅 - 森ヶ原信号場 - 柱野駅
錦川鉄道
■錦川清流線
川西駅 - 森ヶ原信号場 - 清流新岩国駅